# 朱开铨
朱开铨（1901年—1993年），男，江西瑞金人，中华人民共和国政治人物，曾任江西省民政厅厅长，江西省高级人民法院院长，江西省政协副主席。